# Museo de Culturas Indígenas Amazónicas
El museo de Culturas Indígenas Amazónicas es un museo antropológico que se encuentra en el malecón Tarapacá, dentro del distrito de Iquitos, en Iquitos, al oriente del Perú.

## Historia
El museo es de propiedad privada dentro del Malecón Tarapacá frente al río Itaya, sus exhibiciones retratan y muestran la evolución de los pueblos indígenas amazónicos de Brasil, Colombia, Perú, Ecuador y Venezuela, destacándose especialmente desde la fiebre del caucho hasta la actualidad. El edificio del museo fue construido bajo un estilo neoclásico y desde 1863 es Patrimonio Histórico Cultural de la Nación.
El museo trabaja con organizaciones indígenas, etnográficas y antropológica.